# غنجدان
غنجدان (بالفارسية: گنج‌دان) هي قرية تقع في قسم ميلانلو الريفي (مقاطعة إسفراين) في إيران. يقدر عدد سكانها بـ 62 نسمة بحسب إحصاء 2016.